# Гюлагарак
Гюлагарак (арм. Գյուլագարակ) — село в Лорийской области Армении. Население в 2001 году составило 2346 человек, однако спустя десять лет оно упало до 1870 человек.

## География
Село расположено на юго-востоке области, недалеко от известного Степанаванского дендропарка. Рядом с Гюлагараком протекает река Гаргар, приток реки Дзорагет.